# Jacques E. Brandenberger
Pour les articles homonymes, voir Brandenberger.
Jacques Edwin Brandenberger, né le 19 octobre 1872 et mort le 13 juillet 1954 à Zurich, est un chimiste, ingénieur textile suisse et l'inventeur de la cellophane en 1908.

## Biographie
Brandenberger a étudié à l'Université de Berne et a obtenu un diplôme de doctorat. Jacques Brandenberger voulait créer un film transparent et imperméable pour les tissus.
Il a travaillé en France à Bezons entre janvier et février 1921. L'idée lui vient d'une machine à fabriquer des sacs en papier pour l'appliquer au Cellophane.
En 2006 il rentre au National Inventors Hall of Fame.